# Eulennebel
Der Eulennebel (auch als Messier 97 oder NGC 3587 bezeichnet) ist einer der etwa 1600 planetarischen Nebel in unserer Milchstraße. Mit den Abmessungen 3,4′ × 3,3′ und einer scheinbaren Helligkeit von 9,9 mag liegt er im Sternbild Großer Bär. Die vom Zentralstern ausgestoßene Hülle hat etwa 2 Lichtjahre Durchmesser und dehnt sich mit etwa 40 km/s im Weltraum aus.
Der Nebel wurde im Jahr 1781 von dem französischen Astronomen Pierre Méchain entdeckt und von Charles Messier in seinem Katalog hinzugefügt. William Henry Smyth klassifizierte ihn im Jahr 1844 als Planetarischer Nebel, Lord Rosse prägte Mitte des Jahrhunderts den Namen „Owl Nebula“ anhand von Beobachtungen mit seinem enormen Teleskop und William Huggins – Pioneer auf diesem Gebiet – stellte 1866 durch Spektralanalyse fest, dass der Nebel aus Gasmassen gebildet ist. Eine erste pionierhafte Fotografie gelang Isaac Roberts im Jahr 1895.
Nachdem  Herman Zanstra im Jahr 1931 eine Erklärung für die Physik von Planetarischen Nebel gefunden hatte – durch eine sehr hohe Oberflächentemperatur strahlt der nur scheinbar schwach leuchtende Zentralstern überwiegend unsichtbar im Ultraviolett, ionisiert mit dieser Strahlung den Nebel und bringt ihn so zum Leuchten –,  nutze er die entdeckten Zusammenhänge für eine erste Entfernungsabschätzung: Für eine angenommene Oberflächentemperatur des Zentralsterns von 70.000 Kelvin errechnete er eine Entfernung von 770 Parsec, für 55.000 Kelvin eine Entfernung von 1.000 Parsec. Die Entfernung blieb jedoch lange Zeit unsicher, eine trigonometrische Parallaxenmessung mit geringem Messfehler gelang erst  mithilfe des darauf spezialisierten Satelliten Gaia im Jahr 2018 und ergab im Jahr 2021, verbessert durch mehrjährige Vermessung, einen Entfernungwert von 811 Parsec.

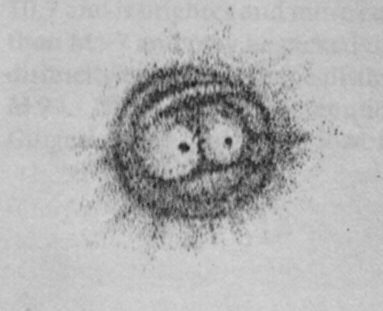
Zeichnung von Lord Rosse, 1850
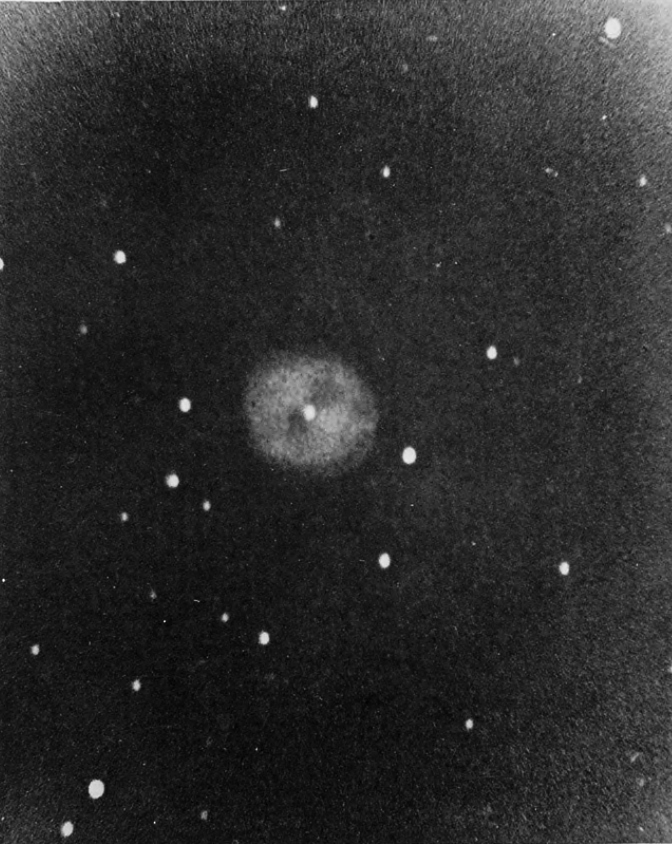
Fotografie, Isaac Roberts, 1895
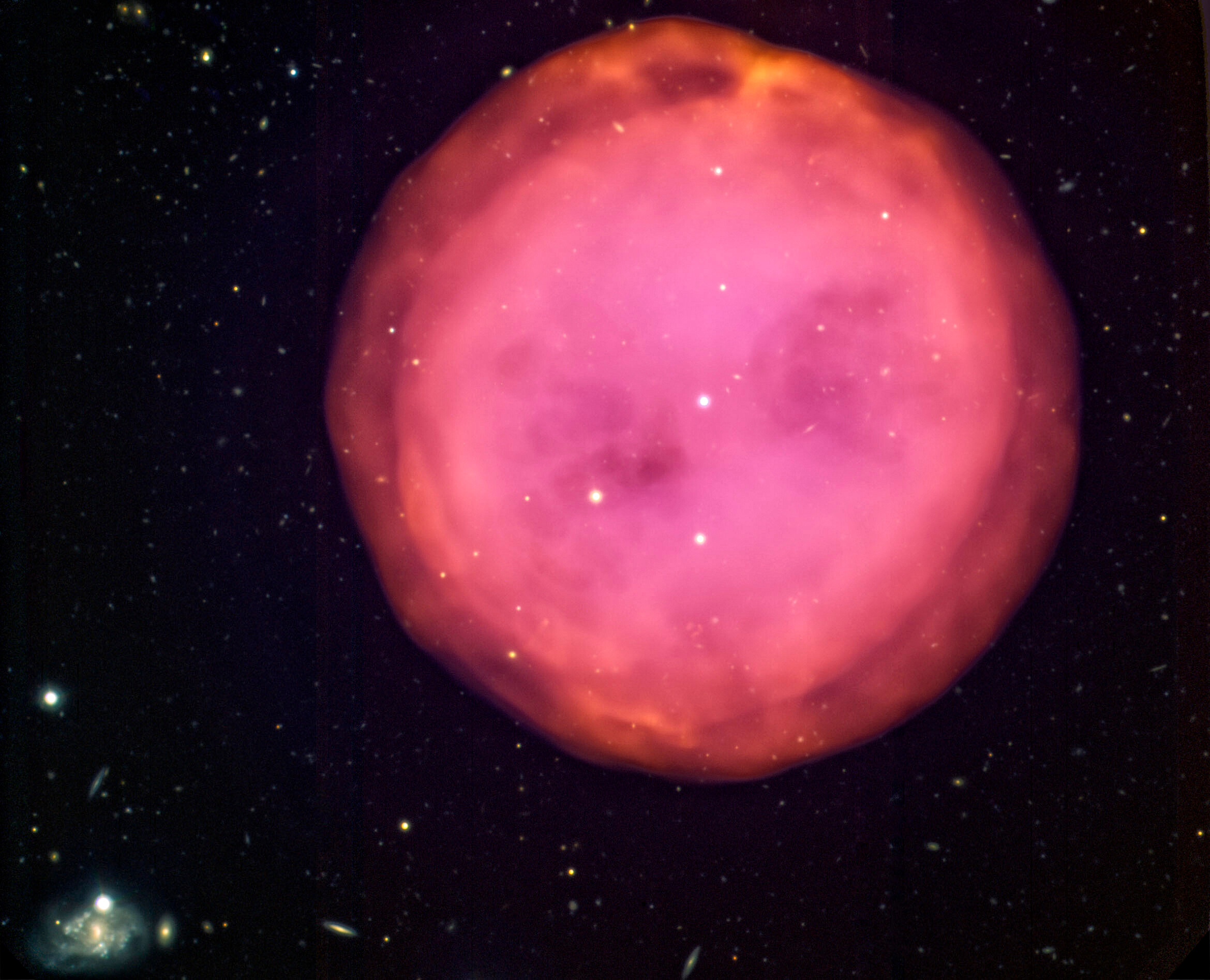
Aufnahme mithilfe des 8 Meter durchmessenden Teleskop des Gemini Observatory, 2010